# Bataillon de tirailleurs du Congo-Gabon
Pour les articles homonymes, voir Bataillon de l'Afrique-Équatoriale française.
Ne doit pas être confondu avec Bataillon de tirailleurs du Gabon ou Bataillon de tirailleurs de Brazzaville.
Le bataillon de tirailleurs du Congo-Gabon (BTCG) est un bataillon des troupes coloniales françaises, stationné en Afrique-Équatoriale française (AEF), principalement au Congo français.

## Création et différentes dénominations
- 5 septembre 1902 : création du bataillon indigène du Congo
- 6 octobre 1902 : devient régiment d'infanterie indigène du Congo
- 26 mai 1903 : devient bataillon du Gabon-Moyen-Congo
- 1er janvier 1908 : se dédouble en bataillon du Moyen-Congo et bataillon du Gabon
- 1er janvier 1923 : fusionne dans le bataillon de tirailleurs sénégalais de l'Afrique-Équatoriale française (BTS/AEF)
- 1939 : formation du bataillon de tirailleurs du Moyen-Congo (BTMC) par dédoublement du BTS/AEF
- 16 octobre 1940 : le bataillon de tirailleurs du Moyen-Congo se dédouble et forme le bataillon du Pool et le bataillon du point d'appui
- 1er janvier 1943 : nouvelle formation du bataillon de tirailleurs du Moyen-Congo
- 1er avril 1946 : renommé bataillon de tirailleurs du Congo-Gabon
- 1er décembre 1958 : devient 21e bataillon d'infanterie de marine

## Chefs de corps
- 1902 : lieutenant-colonel Crave[1]
- 1907 : commandant Sadorge[2]
- 1910 : commandant Blaise[3]

## Historique

### Avant 1914
Le bataillon indigène du Congo est créé le 5 septembre 1902. Il devient le régiment d'infanterie indigène du Congo le 6 octobre 1902 par fusion avec le bataillon du Chari. La plupart des soldats du régiment sont des tirailleurs sénégalais.
Le régiment est lui-même dissous par décret du 26 mai 1903 et devient bataillon du Gabon-Moyen-Congo, à trois compagnies. La portion centrale du bataillon est à Libreville, au Gabon, puis rejoint Brazzaville début 1904,.
Pour renforcer les troupes coloniales au Gabon et au Congo, il est décidé en 1907 de séparer le bataillon en deux et le bataillon du Gabon-Moyen-Congo se sépare le 1er janvier 1908 en bataillon du Gabon et bataillon du Moyen-Congo.
En 1914, la situation du bataillon du Moyen-Congo, dit bataillon no 2 de l'AEF, est la suivante, :
- État-major à Brazzaville,

- 1re compagnie : poste de commandement (PC) à Mossendjo,
- 2e compagnie : PC à Osselé (circonscription de l'Alima),
- 3e compagnie : PC à Etoumbi,
- 4e compagnie : PC à Dongou,
- 5e compagnie : PC à Sibitti
- 6e compagnie : compagnie d'instruction à Brazzaville.

### Première Guerre mondiale
Toutes les compagnies du bataillon du Moyen-Congo sont engagées dans la guerre contre les Allemands au Kamerun.

### Entre-deux-guerres
Après-guerre, les circonscriptions occupées par le bataillon sont progressivement remises à l'administration civile, les compagnies étant supprimées au fur et à mesure.
En janvier 1922, le bataillon de l'Oubangui-Chari est supprimé. Les unités de ce bataillon passent au bataillon no 2 et la portion centrale du bataillon quitte Brazzaville pour Bangui. Le 1er janvier 1923, le bataillon no 2 de l'AEF est dissous,. La 3e compagnie du bataillon du Moyen-Congo passe au bataillon de tirailleurs sénégalais de l'AEF et son capitaine devient commandant militaire du Moyen-Congo.
Début 1939, le BTS/AEF se dédouble et le bataillon de tirailleurs du Gabon et le bataillon de tirailleurs du Moyen-Congo sont recréés,.

### Seconde Guerre mondiale
Le 16 octobre 1940, le bataillon de tirailleurs du Moyen-Congo se dédouble pour former le bataillon du Pool et le bataillon du point d'appui,.
Le 1er janvier 1943, le bataillon du Pool et le bataillon du Gabon fusionnent pour reformer le bataillon de tirailleurs du Moyen-Congo, en garnison à Brazzaville et Pointe-Noire.

### Après-guerre
Le bataillon est renommé bataillon de tirailleurs du Congo-Gabon le 1er avril 1946, avec une compagnie détachée à Libreville. Le 1er décembre 1958, il est renommé 21e bataillon d'infanterie de marine.

## Insigne
L'insigne, dessiné en 1946 et homologué H.184 le 25 février 1947, montre sur une ancre des troupes de marine chargée d'une croix de Lorraine une tête de crocodile.
Il s'inspire de celui du bataillon de marche n° 3 mais la tête de dromadaire est remplacé par un crocodile du Nil, habitant typique du Gabon et du Congo,.

## Personnalités ayant servi au régiment
- Émile Bouthemy, compagnon de la Libération, est affecté au bataillon en juillet 1939,

- Hippolyte Piozin, compagnon de la Libération, est affecté au bataillon en juillet 1939,

- Mathieu Rogier, compagnon de la Libération, est affecté au bataillon en septembre 1939,

- Louis Oubre, compagnon de la Libération, rejoint le bataillon à l'été 1940.